# موتور احمد فاضلی
موتور احمد فاضلی یک منطقهٔ مسکونی در ایران است که در دهستان قلعه (منوجان) واقع شده‌است. موتور احمد فاضلی ۸۵ نفر جمعیت دارد.